# دیوید چوئه
دیوید چوئه (به انگلیسی: David Choe) (زادهٔ ۲۱ آوریل ۱۹۷۶) هنرمند، موسیقی‌دان، بازیگر و روزنامه‌نگار و مجری پادکست سابق اهل لس‌آنجلس است. آثار چوئه در طیف گسترده‌ای از فرهنگ شهری و زمینه‌های سرگرمی ظاهر می‌شود. او برای مجلاتی از جمله Hustler, Ray Gun و Vice تصویرگری کرده و نوشته‌است. او رابطه مستمری با فروشگاه فرهنگ پاپ آسیایی-مجله Giant Robot دارد.
نقاشی‌های فیگوراتیو او شامل مضامین میل، انحطاط و تعالی است.

## سنین جوانی و تحصیل
چوئه در لس آنجلس، کالیفرنیا به دنیا آمد. پدر و مادر او مهاجران کره ای که با دین مسیحیت متولد شده، هستند. او دوران کودکی خود را در کره تاون، لس‌آنجلس گذراند. او از نوجوانی در خیابان‌ها با اسپری نقاشی می‌کرد. او برای مدت کوتاهی در دانشگاه هنر کالیفرنیا شرکت کرد.

## کتابشناسی - فهرست کتب
- Slow Jams، خود منتشر شده، ۱۹۹۹
- میوه کبود: هنر دیوید چو، شرکت دریپس، ۲۰۰۲
- کورسیو، ربات غول پیکر، ۲۰۰۳
- دیوید چو، کتاب‌های کرونیکل، ۲۰۱۰.شابک ‎۰-۸۱۱۸-۶۹۵۳-۹

## فیلم‌شناسی
- شست بالا! مجموعه وب مستند، VBS. تلویزیون (۲۰۰۷–۲۰۱۰)
- آخرین دایناسور کنگو با دیوید چو، VBS. تلویزیون (۲۰۱۱)
- We Are the Strange (صدای شخصیت باران)، انیمیشن مستقل از ام دات استرنج (۲۰۰۷)
- دست‌های آلوده: هنر و جنایات دیوید چو، فیلم مستند (۲۰۰۸)
- Vice، "50 Shades of Sasha Grey: How She Got To Porn & More" (ظاهر به عنوان دوست گری) (2010)[۵]
- Anthony Bourdain: Parts Unknown , "Koreatown, Los Angeles"، فصل ۱، قسمت 2 (2013)
- نمایش وب پادکست DVDASA با بازی B-Trivia, David Choe و فوق ستاره پورنو Asa Akira (2013)
- معاون، فصل ۲، قسمت ۳، ۶ و ۱1 (2014)
- مندلورین، فصل ۲، قسمت ۱ " فصل ۹: مارشال " به عنوان تماشاچی کنار رینگ (۲۰۲۰)
- بیف ، در نقش آیزاک چو (۲۰۲۳)